# Grey in Grey
Grey in Grey (englisch für ‚Grau in grau‘) ist ein Lied der deutschen Dark-Wave- und Gothic-Rock-Band Girls Under Glass, in Zusammenarbeit mit dem deutschen Synthiepop-Musiker Peter Heppner. Das Stück stammt aus ihrem vierten Studioalbum Darius.

## Entstehung und Artwork
Geschrieben wurde das Lied gemeinsam von den Girls Under Glass-Mitgliedern Axel Ermes, Hauke Harms und Volker Zacharias. In Zusammenarbeit mit Michael Vitzthum mischten und produzierten sie auch das Lied. Das Arrangement erfolgte eigens unter der Leitung Vitzthums. Gemastert wurde das Stück im Bremer Tonstudio Studio Nord Bremen. Das Stück wurde unter dem Musiklabel Dark Star veröffentlicht, durch den Hanseatic MV und Strange Ways Records verlegt sowie durch die EFA Medien GmbH Tonträger Produktion vertrieben.

## Veröffentlichung und Promotion
Die Erstveröffentlichung von Grey in Grey erfolgte am 11. September 1992 in Deutschland, auf dem vierten Studioalbum Darius, von Girls Under Class. Am 4. September 2001, rund neun Jahre nach der Erstveröffentlichung des Liedes, wurde Grey in Grey erneut veröffentlicht. Grund der Neuaufnahme war eine EP von Girls Under Class, welche zu Promotionzwecken unter anderem in den Vereinigten Staaten dienen sollte. Sie bestand aus sechs Titeln, darunter auch Grey in Grey. Bei der Neuaufnahme war diesmal nicht nur Peter Heppner mitbeteiligt, sondern diesmal war Heppner zusammen mit Markus Reinhardt und ihrem gemeinsamen Musikprojekt Wolfsheim beteiligt.

## Hintergrund
Genauere Informationen darüber, wie es zur Zusammenarbeit zwischen Girls Under Glass und Peter Heppner kam, sind nicht bekannt. Bekannt ist nur, dass Girls Under Class zu diesem Zeitpunkt schon länger beim Musiklabel Dark Star (einem Sidelabel von Strange Ways Records) unter Vertrag standen und das Heppner zusammen mit seinem Projekt Wolfsheim zu diesem Zeitpunkt neu bei Strange Ways Records engagiert waren, um an ihrem Debütalbum No Happy View zu arbeiten.

## Inhalt
Der Liedtext zu Grey in Grey ist in englischer Sprache verfasst; ins Deutsche übersetzt bedeutet der Titel „Grau in grau“. Die Musik und der Text wurden gemeinsam von Axel Ermes, Hauke Harms und Volker Zacharias verfasst. Musikalisch bewegt sich das Lied im Bereich des Synthiepops und der Rockmusik. Die Strophen werden vom Girls-Under-Glass-Frontmann Zacharias, der Refrain von Peter Heppner gesungen.
Inhaltlich beginnen alle Zeilen der ersten Strophe mit der Einleitung „Grey in Grey“ und enden mit einer tristen Darstellung wie „Raindrops explode at blind windows“ (englisch für ‚Regentropfen knallen ans blinde Fenster‘). Die zweite Strophe beginnt mit „Black in Black“ (englisch für ‚Schwarz in schwarz‘) und beschreibt negative Dinge, die in Verbindung mit der Farbe schwarz stehen. Die dritte Strophe beginnt mit „Blue in Blue“ (englisch für ‚Blau in blau‘) und der Aussage „Falling into isolation“ (englisch für ‚In Isolation fallen‘) ehe die Eröffnungszeile wieder mit „Grey in Grey“ beginnt. Die Refrains bilden einen Gegensatz zueinander, während der erste noch positiv zu verstehen ist, dreht sich der zweite Refrain exakt in seiner Meinung und ist negativ behaftet.
| “Grey in grey, raindrops explode at blind windows. Grey in grey, the sky sinks down at sticky roads. Grey in grey, desolation is darkening my mind. Grey in grey, no event stops the slow and long time.” – 1. Strophe, Originalauszug | „Grau in grau, Regentropfen knallen ans blinde Fenster. Grau in grau, die Sonne sinkt über stickigen Straßen. Grau in grau, Trostlosigkeit verdunkelt meine Gedanken. Grau in grau, kein Ereignis stoppt die langsame und endlose Zeit.“ – 1. Strophe, Übersetzung |

## Mitwirkende
| Liedproduktion - Axel Ermes: Abmischung, Gitarre, Komponist, Liedtexter, Musikproduzent - Hauke Harms: Abmischung, Keyboard, Komponist, Liedtexter, Musikproduzent, Schlagzeug - Peter Heppner: Gesang, Hintergrundgesang - Michael Vitzthum: Abmischung, Arrangement, Musikproduzent - Volker Zacharias: Abmischung, Gesang, Gitarre, Komponist, Liedtexter, Musikproduzent | Unternehmen - Dark Star: Musiklabel - EFA Medien GmbH Tonträger Produktion: Vertrieb - Hanseatic MV: Verlag - Strange Ways Records: Verlag - Studio Nord Bremen: Mastering |

## Rezeption
Bis heute konnte sich das Lied und das dazugehörige Album in keinen offiziellen Charts platzieren und genaue Verkaufszahlen sind ebenfalls nicht bekannt. Grey in Grey war unter anderem auf dem französischen Sampler Elegy – Numéro 17 enthalten.